# Маргарет Етвуд
Маргарет Етвуд (англ. Margaret Eleanor Atwood; нар. 18 листопада 1939, Оттава) — канадська письменниця, феміністка, поетеса, літературний критик, активістка захисту довкілля. Насамперед відома як авторка роману-антиутопії «Оповідь служниці» (1985) про сексуальне та репродуктивне насильство проти жінок у постапокаліптичній Америці, який став культовим для фемінізму. Лауреатка Букерівської премії 2019 року.

## Життєпис

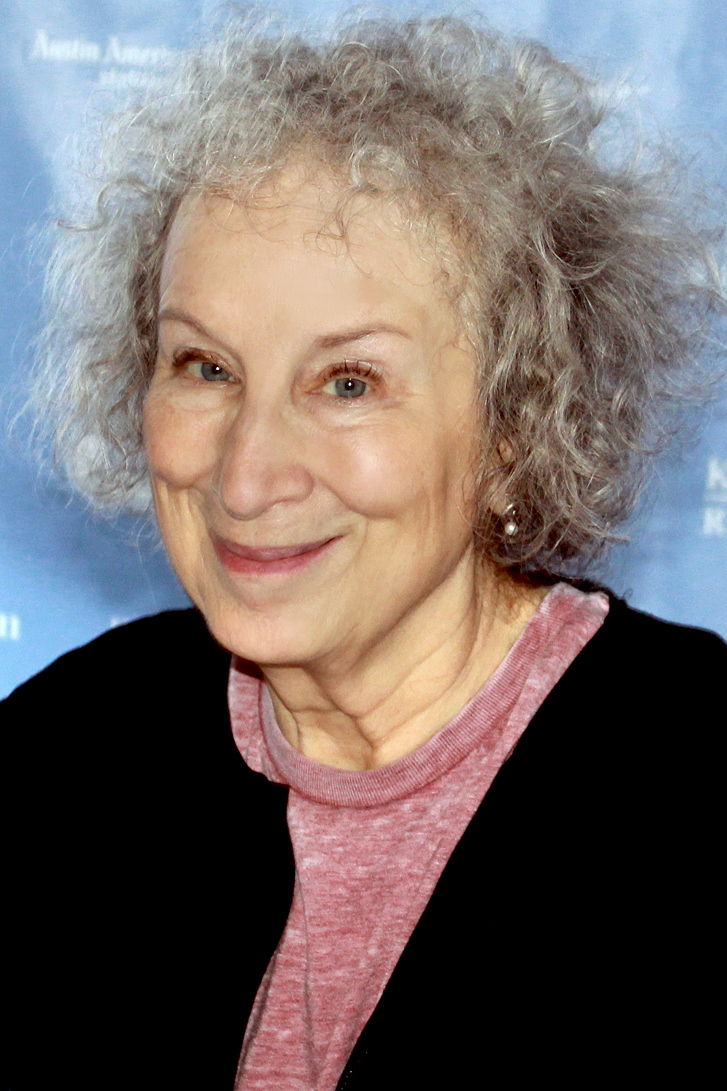
Маргарет Етвуд у 2015 році

Народилася 18 листопада 1939 року в Оттаві, провінція Онтаріо, Канада. Друга з трьох дітей дієтолога-нутриціоніста Маргарет Дороті Кілліам та ентомолога Карла Едмунда Етвуда. Через батькові дослідження першу частину дитинства провела в лісах північного Квебеку, пізніше також мешкала в Су-Сент-Марі та Торонто. В одинадцятирічному віці Маргарет почала навчатися у Лісайдській середній школі, до того часу здобувала домашню освіту. Захоплювалася читанням книжок, коміксів та казок братів Грімм.
У шістнадцятирічному віці вирішила присвятити життя письменницькій діяльності. 1957 року вступила до Вікторія Колледж Університету Торонто, де почала публікувати вірші та статті на сторінках журналу «Acta Victoriana». Під час навчання у виші значний вплив на неї справляли професор поезії Джек Макферсон та літературний критик Нортроп Фрай. 1961 року здобула освітній бакалаврський ступінь з англійської, французької та філософії.
Здобувши медаль імені Джона Претта за збірку віршів «Подвійна Персефона», восени 1961 року почала навчання в Радкліффському коледжі (отримала стипендію імені Вудро Вілсона). 1962 року здобула освітній магістерський ступінь. Етвуд продовжила навчання, але докторського ступеня не здобула, позаяк не закінчила писати дисертацію на тему «Англійський метафізичний романс».
Викладала в таких вищих учбових закладах: Університет Британської Колумбії (1965), Університет сера Джорджа Вільямса в Монреалі (1967—1968), Альбертський університет (1969—1979), Йоркський університет (1971—1972) та Нью-Йоркський університет, де обіймала посаду професора англійської мови.
1968 року вступила в шлюб із Джимом Польком, розлучилася 1973 року. Згодом вступила в шлюб з письменником Гремом Гібсоном, з яким поселилася в Еллістоні, на 90 км північніше від Торонто. Подружжя має дочку Джесс, народжену 1976 року (Грем Гібсон також має двох синів від попереднього шлюбу). 1980 року письменниця знову повернулася до Торонто.

## Письменницька діяльність
Перші літературні спроби Етвуд здійснила у шестирічному віці.
Творчість Етвуд сфокусована на феміністській тематиці. Часто її твори нерозривні з канадськими реаліями. Хоча вона відоміша як авторка прози, Етвуд також має численні нагороди за поезію і більш як 15 виданих поетичних збірок. Натхнення для багатьох своїх віршів Етвуд черпала з міфів та казок, якими цікавилася змалку.
Етвуд публікувала оповідання на сторінках «Tamarack Review», «Alphabet», «Harper's», «CBC Anthology», «Ms.», «Saturday Night», «Playboy», та багатьох інших. Також видала чотири збірки оповідань і три збірки коротких прозових робіт.
Одним із найвідоміших творів Етвуд став роман-антиутопія «Оповідь служниці» (1985). 1990 року світ побачила однойменна екранізація німецького режисера Фолькера Шлендорфа, а 2017 року на основі роману Hulu випустила телесеріал «Оповідь служниці». Серед інший відомих творів письменниці — роман «Сліпий убивця» (2000), який став лауреатом Букерівської премії.
2014 року стала учасницею артпроєкту Бібліотека майбутнього.
2019 року отримала Букерівську премію за роман «Заповіти» (The Testaments).

## Громадська діяльність
У 2018 р. підписала звернення Американського ПЕН-центру на захист українського режисера Олега Сенцова, політв'язня у Росії.
24 лютого 2022 р. Маргарет коротко висвітлила війну в Україні на момент російського вторгнення в Україну, а також опублікувала посилання на фонд допомоги державі у Твіттері. Вона й досі продовжує публікувати інформацію про війну в Україні в соцмережі.

### Художні твори
- Їстівна жінка / The Edible Woman (1969)
- За водною гладінню / Surfacing (1972)
- Леді-оракул / Lady Oracle (1976)
- Життя до людини / Life Before Man (1979, фіналіст Премії генерал-губернатора)
- Тілесні ушкодження / Bodily Harm (1981)
- Оповідь служниці / The Handmaid's Tale (1985, переможниця Премії Артура Кларка 1987 року та Премії генерал-губернатора 1985 року, фіналістка Букерівської премії 1986 року)
- Котяче око / Cat's Eye (1988, фіналістка Премії генерал-губернатора 1988 року та Букерівської премії 1989)
- Наречена-розбійниця / The Robber Bride (1993)
- Під ім'ям Грейс / Alias Grace (1996)
- Сліпий убивця / The Blind Assassin (2000, Лауреатка Букерівської премії)
- Орикс і Деркач / Oryx and Crake (2003, фіналістка Букерівської премії 2003)
- Пенелопіада / The Penelopiad (2005)
- Рік Потопу / The Year of the Flood (2009, другий роман трилогії «Орикс і Деркач»)
- МаддАддам / MaddAddam (2013) (третій роман трилогії «Орикс і Деркач»)
- Заповіти / The Testaments (2019), за який отримала Букерівську премію (2019)

### Нехудожні твори
- Виживання: Тематичний путівник канадською літературою/ Survival: A Thematic Guide to Canadian Literature (1972)
- Другі слова: Вибрана критична проза / Second Words: Selected Critical Prose (Toronto, Ontario: Anansi, 1982)
- Дивні речі: Злорадна Північ у канадській літературі/ Strange Things: The Malevolent North in Canadian Literature (1995)
- Іншими світами: НФ та людська уява/ In Other Worlds: SF and the Human Imagination (2011)

## Переклади українською
- Марґарет Етвуд. Оповідь Служниці. — Х. : КСД, 2017. — 272 с. — ISBN 978-617-12-3890-9. Переклала Олена Оксенич
- Марґарет Етвуд. Сліпий убивця. — Х. : КСД, 2018. — 512 с. — ISBN 978-617-12-4555-6. Переклала Олена Оксенич
- Марґарет Етвуд. Орикс і Деркач. — Х. : КСД, 2020. — 320 с. — ISBN 978-617-12-8347-3. Переклала Наталія Михаловська
- Марґарет Етвуд. Заповіти. — Х. : КСД, 2020. — 350 с. — ISBN 978-617-12-7667-3. Переклала Олена Оксенич
- Марґарет Етвуд. Рік Потопу. — Х. : КСД, 2021. — 480 с. — ISBN 978-617-12-9081-5. Переклала Наталія Михаловська